# 吴浩 (1971年)
吴浩（1971年11月—），男，中华人民共和国政治人物，中国共产党党员，第十三届全国政协委员。

## 生平
1997年毕业于皖南医学院临床医学专业，2013年毕业于澳大利亚拉筹伯大学健康与科学学院获公共卫生管理专业硕士学位，现任北京市丰台区方庄社区卫生服务中心主任、主任医师，同时也是首都医科大学第一临床学系教授、硕士研究生导师。曾获中华中医药学会科技进步三等奖1项，是享受国务院政府特殊津贴专家，2016年获“全国十佳全科医生”荣誉称号。2018年获“中国医师奖”荣誉称号。

## 社会兼职
主要学术兼职有：中国医师协会全科医师分会副会长、中国医师协会全科医生教育培训专家委员会委员、中华医学会全科分会常务委员、中华中医药学会全科医学分会副主任委员、中国医药教育协会基层医药教育工作委员会副主任委员。